# 1-je Jańkowo
1-je Jańkowo lub Pierwoje Jańkowo (ros. 1-е Яньково) – wieś (ros. деревня, trb. dieriewnia) w zachodniej Rosji, w sielsowiecie nikolnikowskim rejonu rylskiego w obwodzie kurskim.

## Geografia
Miejscowość położona jest 7 km od centrum administracyjnego sielsowietu nikolnikowskiego (Makiejewo), 9 km od centrum administracyjnego rejonu (Rylsk), 111 km od Kurska.
W granicach miejscowości znajduje się ulica Mołodiożnaja (23 posesje).

## Demografia
W 2010 r. miejscowość zamieszkiwało 196 osób.